# Weisse Lütschine (Schwarze Lütschine)
Die Weisse Lütschine ist der Abfluss des Unteren Grindelwaldgletschers im Berner Oberland. Sie vereinigt sich in Grindelwald mit der Schwarzen Lütschine.

## Name
Der Name Lütschine stammt vom keltischen Namen leucos, leuca, was «weiss» oder «hell, glänzend» bedeutet. Damit ist der Name «Weisse Lütschine», den verwirrenderweise zwei Flüsse im System der Lütschinen tragen, wortgeschichtlich betrachtet ein Pleonasmus.

## Geographie

### Verlauf

Unterer Grindelwaldgletscher mit dem See direkt an der von Schutt zugedeckten Gletscherzunge im Jahr 2009

Die Weisse Lütschine entspringt als Abfluss des Unteren Grindelwaldgletschers. Aufgrund des starken Schwunds dieses Gletschers, der sich wohl in absehbarer Zeit auflösen wird, wird sich die Quelle der Weissen Lütschine in Zukunft weiter in die Höhe bewegen. Seit 2013 ist die Gletscherzunge vom Ischmeer getrennt und somit zu Toteis geworden. Der vom Ischmeer zum Toteis führende Bach, der gemäss Landeskarte 2021 auf rund 1650 m ü. M. beginnt, wird dort als Weisse Lütschine bezeichnet. Damit liegt die Quelle heute rund 400 Meter höher als noch vor 2013.
Durch den Rückzug des Gletschers kam es im Oktober 2006 zu einem Bergsturz, der das Abfliessen des Wassers unterhalb der Gletscherzunge verhinderte und einen See bildete. Der im Toteis liegende See lief gelegentlich aus, füllte sich wieder und erreichte 2009 ein Volumen von 2,6 Millionen Kubikmetern. Um ein plötzliches Auslaufen zu verhindern, das zu Schäden im Tal der Schwarzen Lütschine und im Bödeli hätte führen können, wurde ein Abflussstollen gebaut: 2,13 Kilometer lang, 3,2 Meter breit, 4,4 Meter hoch, fast 15 Millionen Franken teuer und befahrbar. Nach dem Durchbruch im Frühjahr 2010 entwässerte der Stollen während rund zwei Jahren den See, bis sich ein natürlicher Ablauf bildete. Der See – respektive teilweise sind es mehrere Seen – liegt jetzt auf einer Höhe von rund 1340 m ü. M. Neue Gesteinsabbrüche werden früher oder später zu neuen Stauungen des Abflusses führen.
Der Bach durchfliesst die Gletscherschlucht (1300 m ü. M. bis 1000 m ü. M.) zwischen Eiger (Ostegg) und Mättenberg und kommt am Ausgang an einem Marmorbruch vorbei. Danach fliesst der Bach noch knapp einen Kilometer durch das Tal bei Grindelwald und vereinigt sich mit der etwa gleich viel Wasser führenden Schwarzen Lütschine auf einer Höhe von 958 m ü. M.

### Länge
Die Länge des Flusses wurde 1995 im Hydrologischen Atlas der Schweiz mit 2,2 Kilometern angegeben. Heute dürfte der Fluss deutlich länger sein, wobei er teilweise unter dem Toteis und durch die Seen verläuft. Die Zunge des Ischmeers ist von der alten Zunge des Unteren Grindelwaldgletschers rund drei Kilometer entfernt.

### Einzugsgebiet
Das Einzugsgebiet des Flusses hat eine Grösse etwa 45 km², wobei der höchste Punkt im Einzugsgebiet, der Mönch, eine Höhe von 4107 m ü. M. erreicht. Weitere bekannte Berge im Einzugsgebiet sind Eiger, Mönch, Agassizhorn, Lauteraarhorn sowie das Schreckhorn.

## Bilder

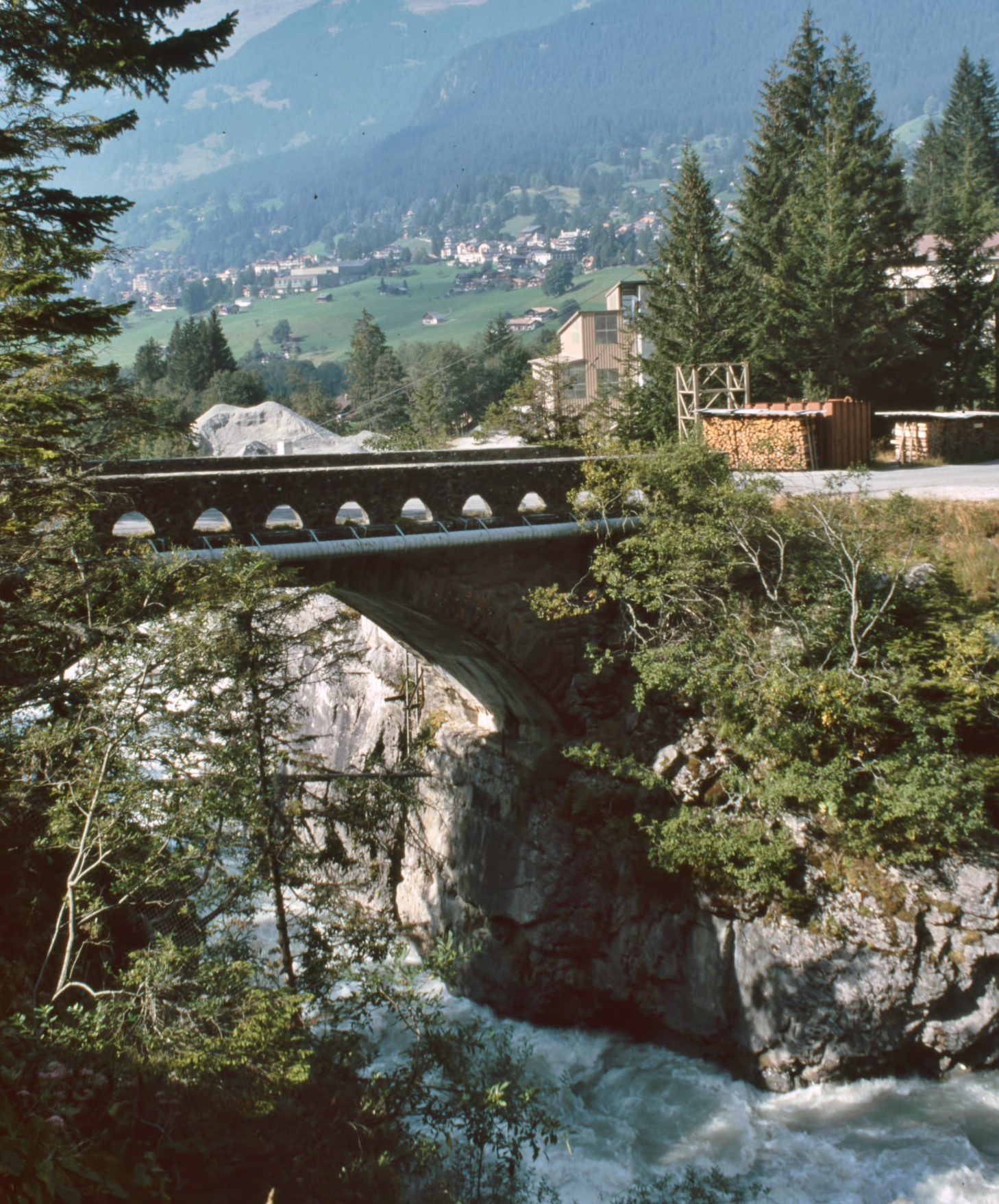
Ausgang Gletscherschlucht
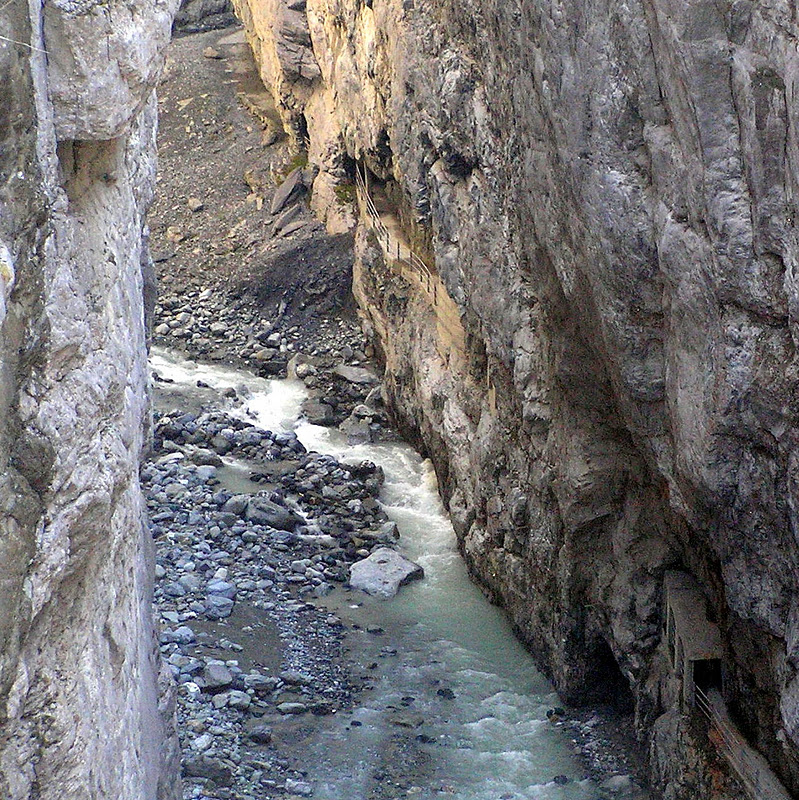
Gletscherschlucht
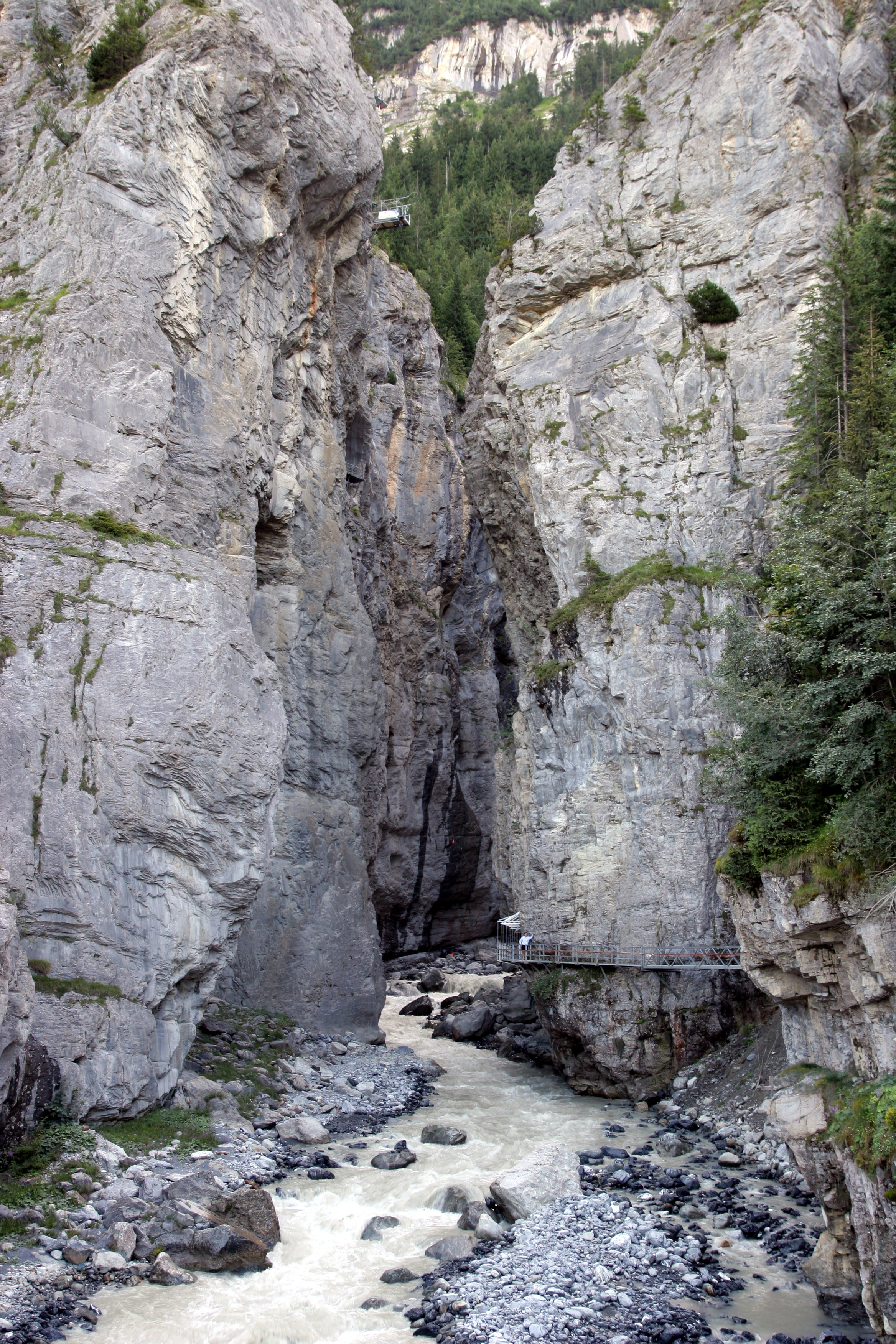
Gletscherschlucht und untere Schopffelsen; oben eine Rampe für Bungee-Springer
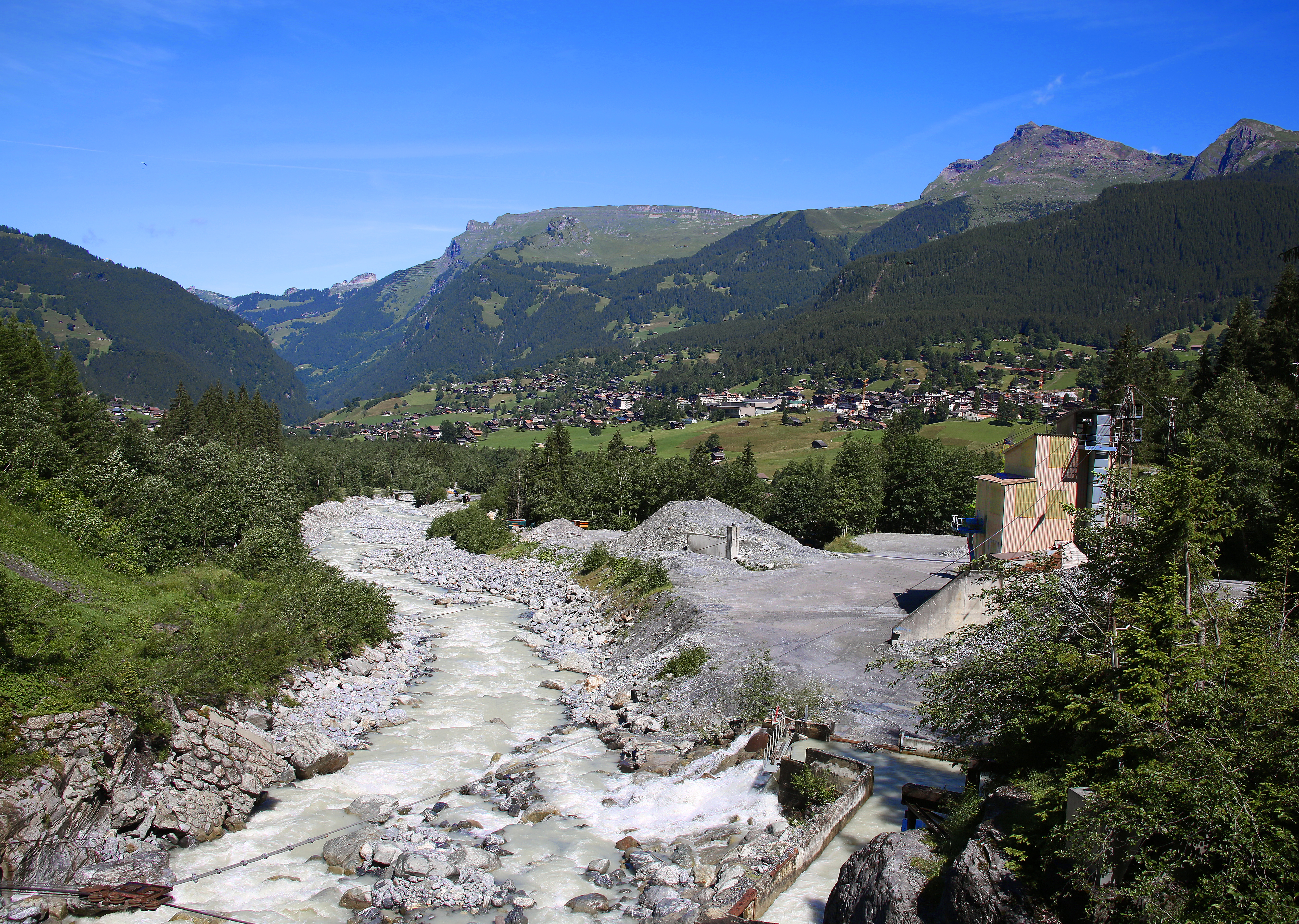
Der Bach unterhalb der Gletscherschlucht mit Blick auf Grindelwald
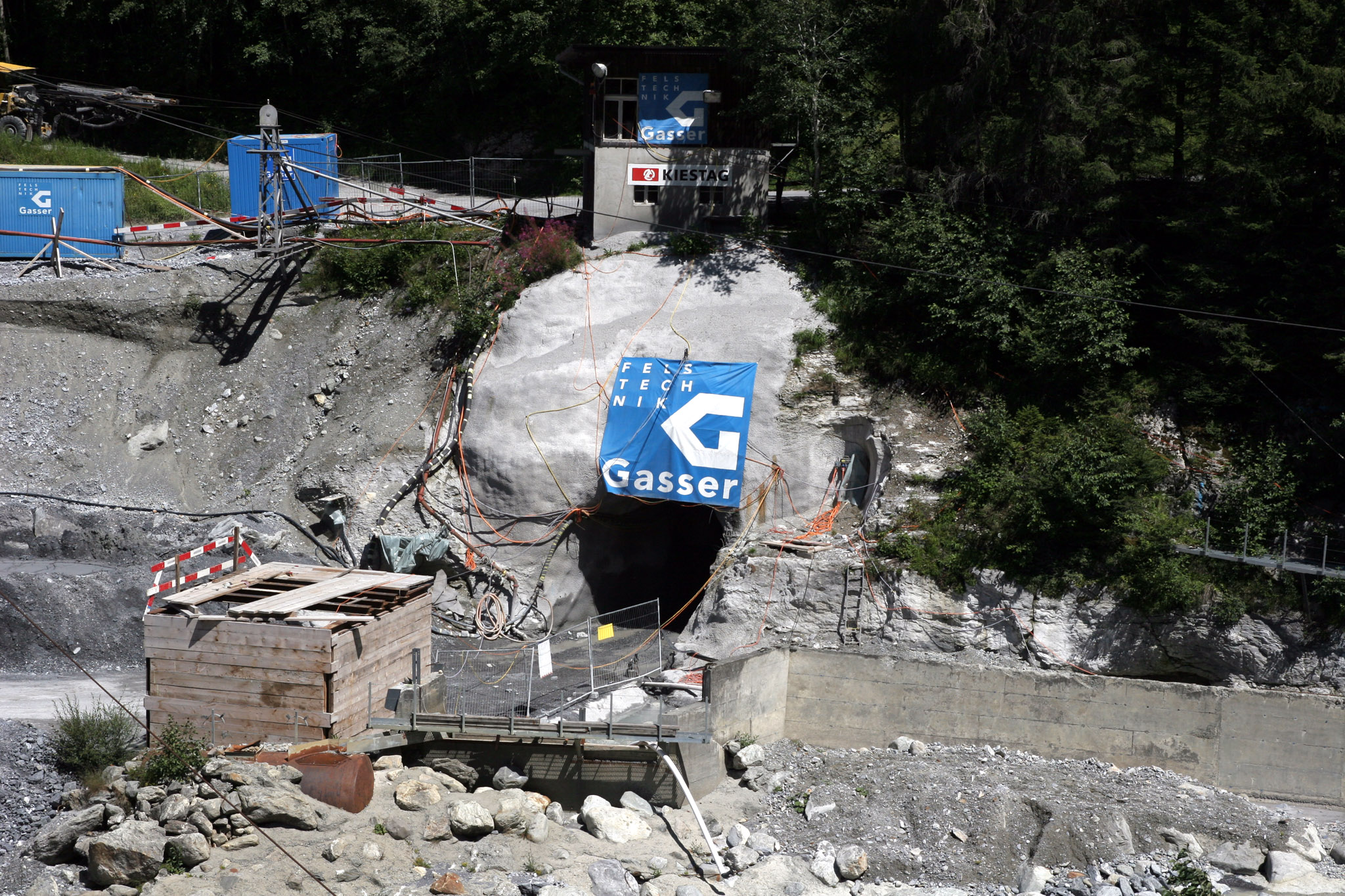
Bau des Stollens 2009
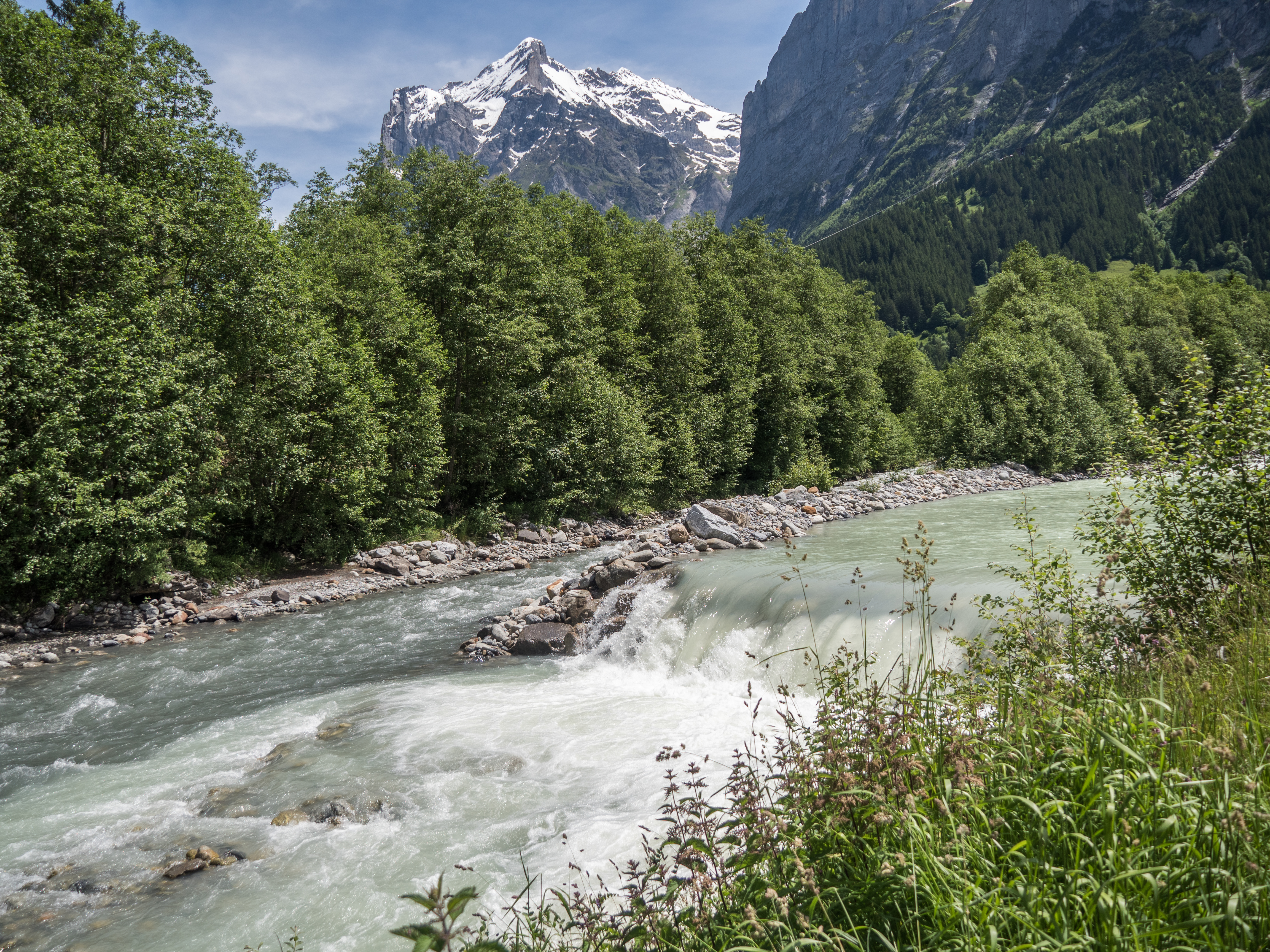
Mündung der Weissen Lütschine in die Schwarze Lütschine bei Grindelwald